# Frank Schaff
Frank Schaff (* 18. října 1965 Západní Berlín), v letech 1980 až 1992 též Frank Schaff-Langhans, je německý herec, dabér, dabingový režisér, autor dialogových knih a hlasatel rozhlasových her.

## Život

### Mládí a rozhlasové hry
Na základě novinového inzerátu, kde přijímali děti do místního rozhlasu v oblasti rozhlasových her, pracoval od roku 1976 jako mladší hlasový herec u Sender Freies Berlin, mimo jiné v dětském rozhlasovém pořadu Tamtam aktuell. V roce 1980 jej najal Ulli Herzog pro rozhlasový seriál Benjamin Blümchen, v němž měl od 6. do 33. dílu přidělenou roli malého chlapce Otta. V Herzogem rovněž koncipovaném rozhlasovém herním seriálu Bibi Blocksberg namluvil v sedmi epizodách postavu Borise Blocksberga, v rozhlasovém herním seriálu Xanti postavu Ypso a v devítidílném seriálu Die kleinen Detektive hlavní hrdinku Andi. Posledně jmenovaná inscenace byla v letech 2007 a 2008 znovu vydána pod názvem Die drei Freunde ermitteln (Tři kamarádi vyšetřují) nakladatelstvím Maritim Verlag.

### Dabingový hlas
Pod vedením Conrada von Mola debutoval v roce 1978 v italském dramatu Nenè, po němž následovala hlavní seriálová role Tomáše Holého ve filmu Cesta do Atlantidy (Unterwegs nach Atlantis, 1982). Po absolvování Eckenerova gymnázia v Berlíně v roce 1983 se vzdělával jako herec u Eriky Dannhoffové v letech 1984–1987. Současně několik semestrů studoval angličtinu a románské jazyky a literaturu na Svobodné univerzitě v Berlíně.
Následně přijal řadu dabingových rolí ve filmových a televizních produkcích, mimo jiné River Phoenixe ve filmech Útěk do neznáma (1987) a Sneakers – The Silent Ones (1992), Michaela J. Foxe ve filmu Oběti války (1989), Toma Cruise ve filmu Jerry Maguire (1995), Matthewa Brodericka ve filmu Ve věci lásky (1997) a Jamese Caviezela ve filmu Tenká červená linie (1998). Od roku 1995 opakovaně dabuje amerického herce Ethana Hawkea, mj. ve filmech Před úsvitem (1995), Sníh padá na cedry (1999) a Před západem slunce (2004), a britského herce Josepha Fiennese, mj. ve filmech Zamilovaný Shakespeare (1998), Nepřítel před branami (2001), Kupec benátský (2004) a v mysteriózním seriálu Záblesk budoucnosti (2010) a Příběh služebnice (2017). Poskytl také hlas počítačovému asistentovi Tonyho Starka (Iron Man) Jarvisovi ve všech třech adaptacích Iron Mana v Marvel Cinematic Universe, ve filmech Avengers a Avengers: Age of Ultron. Dále daboval Paula Bettanyho v roli Visiona ve filmech Captain America: Občanská válka, Avengers: Infinity War a v seriálu WandaVision, a Jamese D'Arcyho v roli komorníka Edwina Jarvise v marvelovských filmech Agent Carter a Avengers: Endgame.
Dále v seriálech daboval Rona Howarda v roli Richieho Cunninghama v Happy Days (1985), Bobbyho Cannavalea v roli Bobbyho Caffeyho ve Third Watch (2003), Davida Lyonse v roli doktora Simona Brennera v Pohotovosti (2008) nebo animované postavy – Yakka Warnera v Animaniacs (Animáci; 1994), Norberta Beavera v The Angry Beavers (1998) a dospělého Son-Goku v Dragonballu (1999). Pozdější seriálovou hlavní hlasovou rolí byl Luke Arnold v roli Dlouhého Johna Silvera v seriálu Pod černou vlajkou (2014–2017).

### Dialogová kniha a režie dabingu
Souběžně s prací před mikrofonem začal v polovině 80. let psát knihy německých dialogů. Poprvé ve funkci dabingového režiséra nahradil svého kolegu Norberta Langera v televizním seriálu Wunderbare Jahre, který po skončení úvodní řady již nebyl pro produkci k dispozici. V roce 1993 byl také zodpovědný za prvních 52 dílů teenagerské komedie Parker Lewis – Der Coole von der Schule. Od té doby jeho práce v oblasti dabingu sahá od animovaných filmů jako jsou Polární expres (2004), Lauřina hvězda (2004) a Urmel aus dem Eis (2006) přes britské komedie jako jsou Sbal prachy a vypadni (1998), Still Crazy (1998) a Bílá vdova (2000) až po komerčně úspěšné americké trháky. Od poloviny 90. let se stále častěji ujímal režie filmových děl renomovaných režisérů, včetně děl Stevena Spielberga jako jsou Amistad (1997), Zachraňte vojína Ryana (1998), Minority Report (2002), Chyť mě, když to dokážeš (2002), Válka světů (2005) a Mnichov (2005), a filmů Stevena Soderbergha jako jsou Traffic – nadvláda gangů (2000), Ocean's Eleven (2001), Ocean's 12 (2004) a Ocean's 13 (2007). Byl také zodpovědný za německou jazykovou verzi všech dosud vydaných filmů Harryho Pottera, ke kterým napsal i dialogy. Pravidelně spolupracuje s dabingovým scenáristou Alexanderem Löwem.
Před kamerou se objevoval velmi zřídka – v roce 1992 se jako promítač v berlínském černobílém krátkém filmu Die auf die Nüsse gehn Klause Staweckiho a v roce 2001 si zahrál skupinového terapeuta ve videoklipu Flimmern z alba Schafott zum Fahrstuhl hamburské punkové skupiny Die Goldenen Zitronen.
Soukromý život
Od roku 2011 je ženatý s hlasovou herečkou Nataschou Geislerovou a je otcem dvou synů. Rodina žije v Berlíně.

## Nominace
- Deutscher Preis für Synchron (2007) v kategorii „Herausragende Synchronregie“ za film Casino Royale[3]

## Audioknihy
- 2012: Michael Hübner: Sterbestunde, der Hörverlag, ISBN 978-3-8445-0852-9
- 2014: Joan D. Vingeová: 47 Ronin (založeno na románu, exkluzivně pro Audible)

## Ocenění
- Die Silhouette (2007) v kategorii „Dialogregie Film“ za film Casino Royale
- Die Silhouette (2010) v kategorii „Dialogregie Film“ za film Strážci – Watchmen